# Elgeta
Elgeta és un municipi de Guipúscoa, de la comarca de l'Alt Deba. Limita al nord amb Eibar i Zaldibar (Biscaia); al sud Arrasate; a l'est amb Bergara i a l'oest amb Elorrio i Zaldibar (ambdós de Biscaia).
Des dels primers temps de la història de la comunitat, la seva economia ha estat eminentment rural (ramaderia i explotació forestal principalment). La creació de polígons industrials en els últims anys del segle XX ha donat lloc a l'establiment d'un nombre rellevant d'empreses. Històricament la ubicació estratègica de la vila l'ha fet participar en les guerres que s'han produït en aquestes terres. Així en el segle xix va sofrir la participació de totes elles, des de la de la independència fins a les carlistas, en el XX el front de la guerra civil es va mantenir just en el municipi fins a la primavera de 1937 sofrint els continus atacs des de la vall del Deba i els bombardejos de l'aviació. La proximitat de nuclis importants ha absorbit certa part del desenvolupament propi del municipi, sent aquests els quals han rebut les aportacions de la mà d'obra i del comerç dels habitants de Elgeta.

## Eleccions
A les eleccions municipals del 2007, presentaren candidatura Aralar, Eusko Abertzaleak (Coalició entre EAJ-PNV i EA), EAE-ANV, PSE-EE i PP. Els resultats foren:
| Partit Polític | Nombre de vots | % de vots | Regidors |
| -------------- | -------------- | --------- | -------- |
| Aralar         | 252            | 39,13%    | 4        |
| AN-Elgeta      | 209            | 32,45%    | 3        |
| EAE-ANV        | 172            | 26,71%    | 2        |
| PSE-EE         | 4              | 0,62%     | 0        |
| PP             | 2              | 0,31%     | 0        |
| TOTAL          | 639            | 100%      | 9        |

## Personatges Il·lustres
- Nicolás Aranzabal, Industrial.
- (Monseñor Martín Fulgencio Elorza Legaristi), Arquebisbe de Moyobamba (Perú) R.I.P.
- Jon Marcaide, Catedràtic d'Astronomia y Astrofísica de la Universitat de València